# Mycobacterium tuberculosis

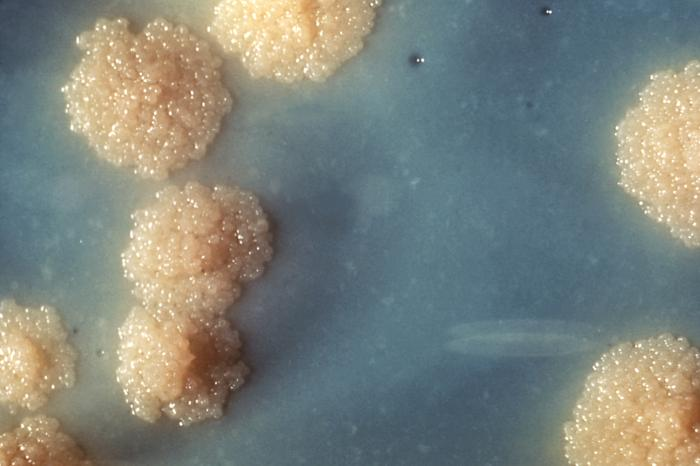
Kulturen von Mycobacterium tuberculosis auf Nährboden, vergrößert

Mycobacterium tuberculosis, deutsch auch Tuberkelbazillus genannt, ist ein Bakterium aus der Familie der Mycobacteriaceae (Mykobakterien). Es handelt sich um den wichtigsten Erreger der Tuberkulose beim Menschen. Auch Tiere können durch M. tuberculosis an Tuberkulose erkranken.

## Eigenschaften
M. tuberculosis ist ein stäbchenförmiges, zur aktiven Bewegung unfähiges Bakterium. Die Bakterien sind, wie Paul Ehrlich 1882 entdeckt hatte, säurefest und lassen sich daher mit der Ziehl-Neelsen-Färbung sowie mit speziellen Fluoreszenzfarbstoff-Färbungen (z. B. Auramin-Färbung) mikroskopisch von nicht säurefesten Bakterien und anderen nicht säurefesten Objekten unterscheiden. Die Bakterienzellwand enthält unter anderem Arabinogalaktan und Mykolsäuren, die neben anderen lipophilen Zellwandbestandteilen für die Säurefestigkeit verantwortlich sind.
Weitere charakteristische Eigenschaften sind sein extrem langsames Wachstum (15 bis 20 Stunden bis zur Teilung), die Fähigkeit, schwachen Desinfektionsmitteln zu widerstehen, Aerobie und intrazelluläre Pathogenese. Das Bakterium besitzt die Fähigkeit, in Makrophagen (Fresszellen des Immunsystems) ruhend zu überleben und, nach Jahren wieder aufwachend, sich dann zu teilen (Dormanz). Auf genomischer Ebene codiert ein ungewöhnlich großer Teil seiner Gene die für die Produktion von lipolyse- (fettspaltenden) und lipogenesefähigen (Fettsynthese) Enzyme. Die Lipide in der Zellwand maskieren darunter liegende Molekülstrukturen, die in anderen Bakterien eine geeignete Immunantwort hervorrufen. Zudem ist das Bakterium nicht nur in der Lage, von der eigenen in der Zellwand deponierten Fettschicht zu leben, sondern auch externes Cholesterin, das während der Infektion im Menschen gefunden wird, zu sammeln und zu verwerten.

### Intrazelluläre Pathogenese
M. tuberculosis hat mehrere Mechanismen entwickelt, um im Phagosom überleben zu können: er besitzt zunächst eine wachsartige, fettreiche Zellwand, die es ihm ermöglicht, sich gegen seine Zerstörung innerhalb der Immunabwehr zu wehren. Das Phagosom ist nicht in der Lage, die äußere Schicht der Zellwand des Erregers aufzuspalten. Außerdem enthält die äußere Wachsschicht Lipoarabinomannan (LAM), ein Glycolipid, das, zusammen mit einer Phosphatase die Signaltransduktion des Phagosoms stört, so dass diese nicht das volle Zerstörungsprogramm fährt.
Des Weiteren werden vom Bakterium mehrere Enzyme (Katalase, Superoxid-Dismutase und andere) ausgeschieden, die jede Gefahr durch reaktive Sauerstoff- und Stickstoffspezies ausschalten (die Katalase wirkt auch als Peroxinitritase). Zuletzt bringt sich das Bakterium in einen winterschlafähnlichen Zustand (Dormanz), in dem keine DNA-Replikation und Zellteilung stattfindet, und der Organismus auf Sparflamme anaerob von der eigenen Fettschicht lebt. Dadurch werden viele Antibiotika unwirksam, die sonst in die normalen Zellprozesse eingreifen.
Hinzu kommt eine erhöhte Mutationsrate durch Ablesefehler der DNA-Polymerase sowie durch von den Makrophagen erzeugte reaktive Sauerstoffspezies (ROS), die auch bei latenter Infektion die DNA des Bakteriums schädigen und zu Mutationen führen. Das bedeutet, dass das Bakterium auch dann Resistenzen entwickeln kann, wenn es sich nicht teilt.

## Infektion, Erkrankung, Therapie beim Menschen
Die Übertragung erfolgt in der Regel durch eine Tröpfcheninfektion. Die Haupteintrittspforte ist die Lunge. Die Infektion der Lungen führt zur Knötchenbildung und Zerstörung des Lungengewebes sowie zur Streuung tuberkulöser Herde im Körper. Unterernährte und geschwächte Menschen sind besonders anfällig für die Erkrankung. Heute ist etwa jeder dritte Mensch auf der Welt mit Mycobacterium tuberculosis infiziert. Vor allem in Dritte-Welt-Ländern fällt die Behandlung mit Antibiotika schwer, da sie sich über Monate hinzieht. Darüber hinaus gibt es immer mehr Fälle, bei denen der Erreger gegenüber vielen Antibiotika resistent ist. Jedes Jahr sterben an Tuberkulose 2 Millionen Menschen und sie ist neben AIDS und Malaria die weltweit am weitesten verbreitete Infektionskrankheit.

## Infektion und Erkrankung bei Nutz- und Haustieren
Tiere infizieren sich stets durch an offener Tuberkulose erkrankte Menschen. Rinder sind dadurch nicht nur von der Variante M. bovis betroffen; in Äthiopien beispielsweise wurde bei bis zu einem Viertel der freilaufenden Tiere M. tuberculosis gefunden, während eingezäunte Tiere teilweise mit M. bovis infiziert waren. Ursache ist wahrscheinlich die Angewohnheit der dortigen Hirten, Rindern gekauten Tabak zur Parasitenbekämpfung ins Maul zu spucken.
Beobachtet wurde eine Erkrankung weiters bei Schweinen, Pferden, Schafen und Ziegen. Hühner sind weitgehend resistent gegen M. tuberculosis. Bei erkrankten Tieren entwickelt sich meist nur ein schnell abheilender örtlicher Prozess. In solchen Fällen ist es angeraten, die betreuenden Menschen auf Tuberkulose zu untersuchen.
Wesentlich ernster ist die Infektion von Haustieren, die mit dem Menschen in enger häuslicher Gemeinschaft leben. Hunde, Katzen und möglicherweise Papageien werden zuerst von offen tuberkulösen Menschen angesteckt, entwickeln selbst eine meist offene Tuberkulose und bilden dadurch eine gefährliche Ansteckungsquelle für Menschen, die mit ihnen in Kontakt kommen.

## Antibiotikaresistenz
M. tuberculosis ist aufgrund mehrerer Eigenschaften in der Lage, Antibiotika unschädlich zu machen. Insbesondere die Undurchlässigkeit der äußeren wachsartigen Zellwand führt dazu, dass Fremdstoffe nur über Transportproteine aufgenommen werden, die sehr selektiv sein können. Weiterhin sind mehrere der funktionierenden Antibiotika auf eine Aktivierung durch Bakterienenzyme angewiesen (Prodrug). Viele andere werden von Effluxpumpen effektiv aus der Zelle entfernt. Zuletzt sind die Angriffspunkte der Antibiotika durchweg Enzyme oder Ribosomen. Da an allen diesen Prozessen Proteine beteiligt sind, genügt oft eine Mutation an der entsprechenden Position im Protein, entweder einen Angriffspunkt zu beseitigen, aktivierende Enzyme zu deaktivieren, gehemmte Enzyme und Effluxpumpen zu überexprimieren, oder den Import zu spezialisieren, damit ein Antibiotikum seinen Effekt auf das Bakterium einbüßt und eine Resistenz entsteht. Im Folgenden eine Tabelle der bekannten Antibiotika bei M. tuberculosis mit ihren Wirk- und Resistenzmechanismen:
| Antibiotikum                                        | Wirkort                           | Resistenz- gen(e) | Resistenzmechanismus                             |
| --------------------------------------------------- | --------------------------------- | ----------------- | ------------------------------------------------ |
| Isoniazid, Ethionamid                               | (Prodrug) Fettsäuresynthese       | katG, ahpC, ndh   | Verlust der Aktivierung                          |
| Isoniazid, Ethionamid                               | (Prodrug) Fettsäuresynthese       | inhA              | Mutation am Angriffspunkt                        |
| Rifampicin                                          | Elongation der mRNA-Transkription | rpoB              | Mutation am Angriffspunkt                        |
| Pyrazinamid                                         | (Prodrug) Trans-Translation       | pncA              | Verlust der Aktivierung                          |
| Streptomycin                                        | Initiation der Translation        | rpsL              | Mutation am Angriffspunkt                        |
| Ethambutol                                          | Arabinogalactan-Biosynthese       | embB, ?           | Mutation am Angriffspunkt                        |
| Fluorchinolone                                      | DNA-Replikation                   | gyrA, gyrB        | Mutation am Angriffspunkt                        |
| Fluorchinolone                                      | DNA-Replikation                   | ?                 | Effluxpumpen                                     |
| Fluorchinolone                                      | DNA-Replikation                   | MfpA              | ?                                                |
| Kanamycin                                           | Translation                       | rrs               | Verlust der Ribosemethylierung                   |
| Kanamycin                                           | Translation                       | eis               | Abbau des Antibiotikums                          |
| 4-Aminosalicylsäure                                 | (Prodrug) ?                       | thyA?             | ?                                                |
| Makrolide                                           | Translation                       | erm37             | Ribosom-Methylierung                             |
| Linezolid, PNU100480                                | Initiation der Translation        | (23S rRNA)        | Mutation am Angriffspunkt                        |
| D-Cycloserin                                        | Peptidoglykan-Synthese            | alr               | Mutation am Angriffspunkt                        |
| TMC207                                              | ATP-Synthese                      | atpE, ?           | Mutation am Angriffspunkt                        |
| PA-824, OPC-67683                                   | (Prodrug) Lipid-Synthese?         | Rv3547            | Verlust der Aktivierung                          |
| MetSox                                              | Glutamat-Synthese                 | glnA1, glnA3      | Deletion einer Base mit folgender Überexpression |
| Halicin (Arzneimittelzulassung noch nicht erfolgt.) |                                   |                   |                                                  |

### Multiresistenz
Gebräuchliche Abkürzungen:
MDR-TB: multiresistentes Tuberkulosebakterium
XDR-TB: extrem resistentes Tuberkulosebakterium
Als multiresistent werden M. tuberculosis-Stämme bezeichnet, die mindestens eine Resistenz auf die TB-Standardantibiotika Isoniazid und Rifampicin aufweisen. Die erste größere MDR-TB-Epidemie fand Anfang der 1990er Jahre in New York statt und betraf hauptsächlich HIV-Infizierte und medizinisches Personal. Im Jahr 2007 waren weltweit etwa 20 Prozent aller Isolate multiresistent.
Extrem resistent heißen diejenigen MDR-TB-Stämme mit zusätzlicher Resistenz gegen mindestens ein Fluorchinolon-Antibiotikum und mindestens eines der Medikamente Capreomycin, Kanamycin oder Amikacin. Einer der ersten XDR-TB-Ausbrüche fand 2005 in einem ländlichen Krankenhaus in KwaZulu-Natal statt. Die Gefahr solcher Epidemien ist nicht auf Afrika beschränkt, da XDR-TB inzwischen auf sechs Kontinenten zu finden ist und durchschnittlich im Jahr 2007 etwa 10 Prozent der MDR-TB-Fälle ausmachte.
Mittlerweile treten auch bei Linezolid immer mehr Resistenzen auf.
Die Bezeichnung TDR-TB (totally drug resistant tuberculosis), die u. a. im Zusammenhang mit Tuberkulosefällen in Indien in die Diskussion gebracht wird, ist von der Weltgesundheitsorganisation nicht anerkannt.

## Nachweis
Der Goldstandard beim Nachweis ist die Kultivierung im Labor auf einem selektiven Kulturmedium wie Lowenstein-Jensen-Agar und der mikroskopische Nachweis mittels Ziehl-Neelsen-Färbung. Es ist möglich, das Wachstum in Middlebrook 7H10 Agar zu beschleunigen. Unkonventionelle Ansätze sind mikrokalorische Detektion des langsamen Wachstums oder die Erkennung sehr kleiner Mengen typischer flüchtiger Ester (Methylphenylacetat, Methyl-p-anisat, Methylnicotinat) durch Honigbienen.
Als neuer Goldstandard könnte sich die Analyse von hitzesterilisiertem Material mittels Massenspektrometrie entwickeln. Unter anderem aufgrund des unterschiedlichen Lipidprofils ist es so in kurzer Zeit und mit hoher Sicherheit möglich, zwischen einzelnen Mycobacterium-Arten zu differenzieren.

## Geschichte
Dass die Tuberkulose übertragbar ist, zeigte bereits 1865 der französische Arzt Jean-Antoine Villemin (1827–1892). Dennoch wurde sie weiterhin meist für eine konstitutionelle Erkrankung gehalten. Das Bakterium wurde 1882 von Robert Koch entdeckt und erstmals isoliert, womit Koch die Übertragung durch einen lebenden Mikroorganismus endgültig bewiesen hatte. Durch Kultur in Reinkultur und Tierexperimente konnte er in Form der Kochschen Postulate nachweisen, dass die Tuberkulose durch M. tuberculosis verursacht wird.
Im Blut von an akuter Miliartuberkulose Verstorbener wies Anton Weichselbaum im Jahr 1884 Tuberkelbazillen nach.
Mycobacterium tuberculosis wird auf einen rund 40.000 Jahre alten Vorgänger zurückgeführt, auf den auch Mycobacterium leprae und Mycobacterium bovis zurückgeführt werden.
Karl Flügge entwickelte 1897 die Theorie der Tröpfcheninfektion mit Tuberkelbazillen.
Im Jahr 2019 wurde mit dem Molekül Halicin ein potentiell wirksames Antibiotikum gegen Mycobacterium tuberculosis gefunden.

## Meldepflicht
In Deutschland ist der direkte Nachweis von Mycobacterium tuberculosis namentlich meldepflichtig nach § 7 des Infektionsschutzgesetzes. Die Meldepflicht gilt nur soweit der direkte Nachweis auf eine akute Infektion hinweist sowie nachfolgend für das Ergebnis der Resistenzbestimmung; vorab auch für den Nachweis säurefester Stäbchen im Sputum. Die Meldepflicht betrifft in erster Linie die Leitungen von Laboren (§ 8 IfSG).
In der Schweiz ist der positive und negative laboranalytische Befund von Erregern aus dem Mycobacterium tuberculosis-Komplex für Laboratorien meldepflichtig und zwar nach dem Epidemiengesetz (EpG) in Verbindung mit der Epidemienverordnung und Anhang 3 der Verordnung des EDI über die Meldung von Beobachtungen übertragbarer Krankheiten des Menschen.